# Saison 5 de l'émission Le Disney Channel
Voici le détail de la cinquième saison de l'émission Le Disney Channel diffusée sur FR3 du 1er septembre 1988 au 31 décembre 1988.

## Animateurs et Fiche technique

### Les Animateurs
Lors de cette saison, l'émission n'a eu qu'un seul animateur
- Vincent Perrot

### Fiche de l'émission
- Réalisation : Dominique Bigle et Maxime Debest
- Production : Dominique Bigle et Gérard Jourd'hui

## Courts-métrages classiques diffusés
Les dessins animés de l’émission étaient annoncés dans la rubrique Télévision du Journal de Mickey. Ils étaient diffusés dans les rubriques Bon week-end Mickey et Donald présente. Ils regroupaient les séries ci-dessous:
- Mickey Mouse
- Donald Duck
- Dingo
- Donald & Dingo
- Pluto
- Tic et Tac
- Silly Symphonies

Voici une liste non exhaustive de ces derniers :
- Michey Gaucho (émission spéciale pour les 60 ans de Mickey du samedi 19 novembre 1988)[1]
- Steamboat Willie, The Klondike Kid et Le Brave Petit Tailleur (émission spéciale pour les 60 ans de Mickey du dimanche 20 novembre 1988)
- Automne et Donald et le Gorille (émission du samedi 26 novembre 1988)

## Les séries de dessins-animés
La série La Bande à Picsou était diffusée lors de cette saison:
| Date de l'émission       | Titre de l'épisode                       |
| ------------------------ | ---------------------------------------- |
| samedi 3 septembre 1988  | Il était une fois un canard dans l'ouest |
| samedi 10 septembre 1988 | De mal en pis                            |
| samedi 17 septembre 1988 | À tondu, tondu et demi                   |
| samedi 24 septembre 1988 | De l'or dans la balance                  |
| samedi 1er octobre 1988  | Mainmise sur la harpe perdue             |
| samedi 8 octobre 1988    | La Toison d'or                           |
| samedi 15 octobre 1988   | Picsou sans l'sou                        |
| samedi 22 octobre 1988   |                                          |
| samedi 29 octobre 1988   | La fortune engloutie                     |
| samedi 5 novembre 1988   | Le contrôleur du temps                   |
| samedi 12 novembre 1988  | Ça, c'est du canard                      |
| samedi 19 novembre 1988  | À la mémoire du sphynx                   |
| samedi 26 novembre 1988  | Picsouillon                              |
| samedi 3 décembre 1988   | Un canard boiteux                        |
| samedi 10 décembre 1988  | Le roi de la jungle                      |
| samedi 17 décembre 1988  | Picsou dans le futur                     |
| samedi 24 décembre 1988  | La Révolte d'Arsène                      |
| samedi 31 décembre 1988  | Un regard d'espion                       |

## Les programmes de série et feuilleton
Les programmes de série et feuilleton étaient annoncés dans la rubrique Télévision du Journal de Mickey.
Voici une liste non exhaustive de ces derniers :
- L'épisode Un curieux amnésique de Super Flics (émission du samedi 26 novembre 1988)